# KELT-2
KELT-2 (HD 42176) é um sistema estelar binário localizado a cerca de 419 anos-luz de distância a partir da Terra, na constelação de Auriga. KELT-2A (HD 42176A) é uma estrela do tipo F. A magnitude aparente dessa estrela é de 8,77, o que significa que não é visível a olho nu, mas pode ser vista com o auxílio de binóculos. Enquanto que KELT-2B é do tipo K e está a aproximadamente 295 UA de distância de KELT-2A.

## Sistema planetário
Esta estrela tem um planeta conhecido, o planeta extrassolar KELT-2Ab.